# Svenja Heesch
Svenja Heesch es una botánica, algóloga, biogeógrafa, curadora y exploradora, y es especialista en la taxonomía de las familias de algas.
Ha participado en extensas expediciones botánicas, patrocinadas por la Estación biológica de Roscoff, Bretaña, donde desarrolla sus actividades científicas y académicas.

## Carrera
En 2005 aprobó su Ph.D. por la Universidad de Otago.

## Algunas publicaciones
- ralf Rautenberger, pamela a. Fernández, martina Strittmatter, svenja Heesch, christopher e. Cornwall, catriona l. Hurd, et al. 2015. "Saturating light and not increased carbon dioxide under ocean acidification drives photosynthesis and growth in Ulva rigida (Chlorophyta)." Ecology and evolution 5 (4): 874 - 888. doi:10.1002/ece3.1382.

- martina Strittmatter, claire m.m. Gachon, dieter g. Müller, julia Kleinteich, svenja Heesch, amerssa Tsirigoti, et al. 2013. "Intracellular eukaryotic pathogens in brown macroalgae in the Eastern Mediterranean, including LSU rRNA data for the oomycete Eurychasma dicksonii ." Diseases of aquatic organisms 104 (1): 1 - 11. doi:10.3354/dao02583.

- claire m.m. Gachon, svenja Heesch, frithjof c. Küpper, undine e.m. Achilles-Day, debra Brennan, christine n. Campbell, alison Clarke, richard g. Dorrell, joanne Field, steven Gontarek, cecilia rad Menendez, rachel j. Saxon, Andrea Veszelovszki, michael d. Guiry, karim Gharbi, mark Blaxter, john g. Day. 2013. The CCAP KnowledgeBase: linking protistan and cyanobacterial biological resources with taxonomic and molecular data. Systematics & Biodiversity 11 (4): 407 - 413, DOI: 10.1080/14772000.2013.859641

- svenja Heesch, judy e. Sutherland, wendy a. Nelson. 2012. 'Marine Prasiolales (Trebouxiophyceae, Chlorophyta) from New Zealand and the Balleny Islands, with descriptions of Prasiola novaezelandiae sp. nov. and Rosenvingiella australis sp. nov. Phycologia 51 (2): 217 - 227 resumen.[7]

- -----------------, john g. Day, takahiro Yamagishi, hiroshi Kawai, dieter g. Müller, frithjof c. Küpper. 2012. Cryopreservation of the model alga Ectocarpus (Phaeophyceae). Cryo Letters 33 (5): 327 - 336 .

- -----------------, ga youn Cho, akira f. Peters, gildas Le Corguille, cyril Falentin, gilles Boutet, sole`ne Coe ̈del, claire Jubin, gaelle Samson, erwan Corre, susana m. Coelho, j. mark Cock. 2010. A sequence-tagged genetic map for the brown alga Ectocarpus siliculosus provides large-scale assembly of the genome sequence. New Phytologist 188 (1): 42 - 51 doi: 10.1111/j.1469-8137.2010.03273.x

- -----------------, judy e.s. Broomb, kate f. Neilla, tracy j. Farra, jennifer l. Dalenc, wendy a. Nelson. 2009. Ulva, Umbraulva and Gemina: genetic survey of New Zealand taxa reveals diversity and introduced species. European J. of Phycology 44 (2): 143-154 resumen.[8]

- -----------------. 2007. Genetic Diversity and Possible Origins of New Zealand Populations of Ulva. Fascículo de Biosecurity New Zealand Technical Paper Series. Contribuidores Biosecurity New Zealand (organization), Staff National Institute of Water and Atmospheric Research (N.Z.). Ministry of Agriculture and Forestry. Edición ilustrada de Biosecurity New Zealand, 165 p. ISBN 0478295650, ISBN 9780478295658

### Libros
- k. Neill, svenja Heesch, w Nelson. 2008. Diseases, pathogens and parasites of Undaria pinnatifida. MAF Biosecurity New Zealand Technical Paper No: 2009/44. 108 p. ISBN 978-0-478-35752-3 (impreso) ISBN 978-0-478-35753-0 (online)

- La abreviatura «Heesch» se emplea para indicar a Svenja Heesch como autoridad en la descripción y clasificación científica de los vegetales.[9]